# The Cave (opéra)
Pour les articles homonymes, voir The Cave.
The Cave est un opéra multimédia en trois actes de Steve Reich et de la vidéaste Beryl Korot composé entre 1990 et 1993. Sa première mondiale a été donnée le 15 mai 1993 par le Steve Reich Ensemble et le Theatre of Voices dirigés par Paul Hillier à Vienne.

## Historique
L'œuvre, qui est le premier « opéra » de Steve Reich, est une commande de l'opéra de Francfort et du Holland Festival. La période de composition et de maturation de l'œuvre est l'une des plus longues de Reich puisqu'elle s'étend sur quatre ans. Il décide avec sa compagne Beryl Korot d'y inclure des éléments vidéos synchronisés, ce qui est alors l'une des premières créations de ce genre.
La création de l'œuvre se fait à Vienne le 15 mai 1993 par le Steve Reich Ensemble et le Theatre of Voices dirigés par Paul Hillier.

## Structure
Cette œuvre est un triptyque autour des questions religieuses sur les origines des personnages centraux de l'Ancien Testament. Steve Reich et Beryl Korot posent les questions : Qui est Abraham ? Qui est Sarah ? Qui est Ismaël ? successivement à un Israélien, un Palestinien, et un Américain, sur le lieu saint commun aux trois religions du Livre, Jérusalem.

### Acte 1
West Jerusalem / Hebron
1. Typing Music (Genesis XVI)
2. Who is Abraham ?
3. Genesis XII
4. Who is Sarah ?
5. Who is Hagar ?
6. Typing Music Repeat
7. Who is Ismael ?
8. Genesis XVIII
9. Who is Isaac ?
10. Genesis XXI
11. The Casting Put of Ishmael and Hagar
12. Machpelah Commentary
13. Genesis XXV (Chanté en hébreu d'après la Torah par Ephrim Isaac)
14. Interior of the Cave

### Acte 2
East Jerusalem / Hebron
1. Surah 3 (chanté en arabe d'après le coran par Sheikh Dahoud Atalah, mufti de la mosquée Al-Aqsa)
2. Who is Ibrahim ?
3. Who is Hajar ?
4. The Near Sacrifice
5. El Khalil Commentary
6. Interior of the Cave

### Acte 3
New York City / Austin
1. Who is Abraham ?
2. Who is Sarah ?
3. Who is Hagar ?
4. Who is Ishmael ?
5. The Binding of Isaac
6. The Cave of Macpelah

La pièce est composée pour quatre solistes : deux sopranos solos, un ténor solo, un baryton solo et un ensemble de 10 à 25 instruments dont une flûte (aussi hautbois et cor anglais), une clarinette (aussi clarinette basse), quatre percussions, un piano, un synthétiseur, un piano midi, deux violons, un alto, un violoncelle, un dispositif multimédia (vidéo, lumières). À cela s'ajoute la fréquence de résonance du tombeau d'Hébron, qui est le bruit de fond du lieu de prière.

## Postérité
Typing Music, sous-titré Genesis XII, est une pièce extraite du premier acte de The Cave. Elle est écrite pour un percussionniste solo. La partition est éditée par Boosey & Hawkes.

## Enregistrements
- The Cave, Steve Reich Ensemble et le Theatre of Voices dirigé par Paul Hillier, Nonesuch Records, 1995.